# Cognitie
Cognitie of kenvermogen is het vermogen tot begrijpen en tot kennisverwerving, via zintuiglijke waarneming en het vervolgens verwerken van de informatie, door het denken. Dit kenvermogen kan meer of minder ontwikkeld zijn, afhankelijk van het individuele voorstellingsvermogen, geheugen, de rede, ervaring en het vermogen tot gewaarwording en hypothesetoetsing van ideeën of overtuigingen. Een sterke cognitie draagt bij tot het vermogen tot probleemoplossing en besluitvorming.
Menselijke cognitie is een vorm van dierlijke cognitie, al wordt het daarvan ook wel onderscheiden vanuit het exceptionalistische idee dat de mens zich sterk onderscheidt van andere dieren.

## Herkomst en betekenis
Het zelfstandig naamwoord 'cognitie', sinds 1650 in het Nederlands, is afkomstig van het Latijnse woord cognitio. Cognitio betekent zowel het leren kennen door de zintuigen, als de verwerking van de zintuiglijke waarneming door het verstand in de hersenen (kennis, inzicht). Het meervoud cognitiones betekent 'voorstellingen', 'begripsvorming'. In het Romeins recht was de cognitio het gerechtelijk onderzoek én het rechterlijke vonnis.

## Opkomst van de cognitieve psychologie
Het vakgebied van de cognitieve psychologie ontstond gedeeltelijk als reactie op het Angelsaksische behaviorisme, een empiristische richting binnen de psychologie die gedrag deterministisch verklaart: prikkels vanuit de omgeving roepen bij het individu een reactie op; mentale processen worden door het behaviorisme buiten beschouwing gelaten. De psychologen Jerry Bruner en George Miller richtten het Center for Cognitive Studies in 1960 op aan de Harvard-universiteit en gebruikten bewust het begrippenpaar cognitive/cognition als reactie tegen het behaviorisme. In de beginjaren was het begrip cognitive nog niet duidelijk gedefinieerd.
In de daarop volgende jaren raakte het begrippenpaar cognitie/cognitief ingeburgerd en verschenen handboeken met titels als Cognitive Psychology (1967), van de Amerikaanse psycholoog Ulrich Neisser.

## Psychologie
Behalve in de cognitieve psychologie en de cognitiewetenschap, wordt het begrip cognitie ook gebruikt in de klinische psychologie (cognitieve therapie) en de sociale psychologie (cognitieve dissonantie).

## Communicatiewetenschap
Als mensen communiceren kan de verzender van informatie cognities overdragen aan de ontvanger. De verzender kan echter niet controleren in welk kader de ontvanger deze informatie plaatst. De ontvanger kan deze informatie immers verbinden met andere informatie. Bovendien kan er sprake zijn van cognitieve dissonantie waarbij er (al dan niet schijnbaar) tegenspraak is tussen de ontvangen cognities en de cognities die de ontvanger al in zijn hoofd heeft. Deze cognitievedissonantietheorie werd in de psychologie verder ontwikkeld.